# 42e Rue
Pour les articles homonymes, voir 42nd Street et 42e Rue (homonymie).
La 42e Rue (ou 42nd Street en anglais) est un axe important de New York. La 42e Rue est aussi surnommée The Deuce (« Le Diable » en anglais).

## Situation et accès
Elle traverse le quartier de Midtown, dans l'arrondissement de Manhattan. Comme la plupart des autres rues numérotées, elle va de l'East River à l'Hudson. Elle est à double sens. Entre les Troisième et Neuvième Avenues, la 42e Rue marque approximativement la limite sud de la partie la plus active de Midtown, le plus puissant quartier d'affaires d'Amérique. 
La 42e Rue a pour caractéristique d'être bordée par de nombreux bâtiments connus de New York. Sur le bord de l'East River, le Siège des Nations unies se tient sur le côté nord de la rue. Un peu plus à l'ouest, plus intégrés au quartier d'affaires, se trouvent le Chrysler Building - un célèbre gratte-ciel art déco - et Grand Central Terminal, une des qprincipales gares de l'île. Un peu plus à l'Ouest, la rue longe Bryant Park, la New York Public Library et la Bank of America Tower. La rue rencontre ensuite Broadway et la Septième Avenue pour former, à Times Square, une partie animée du quartier des spectacles, le Theater District. La rue entre ensuite dans Hell's Kitchen, ancien quartier résidentiel populaire qui s'est considérablement embourgeoisé.

## Origine du nom
La 42e Rue, tire son nom tout simplement de sa position dans le plan en damier de Manhattan établi en 1811. 
Le chiffre « 42 » indique sa position dans la grille est-ouest, entre la 41e et la 43e Rue.

## Historique
Pendant la guerre d'indépendance américaine, c'est dans un champ de maïs près de la « 42e rue » et de la Cinquième Avenue que le général George Washington a tenté avec colère de rallier ses troupes après le débarquement britannique à Kip’s Bay, qui a dispersé de nombreux miliciens américains. La tentative de Washington le mit en danger d’être capturé, et ses officiers durent le persuader de partir. La déroute finit par se transformer en une retraite ordonnée.
La rue a été désignée par le Commissioners' Plan de 1811 qui établissait le quadrillage des rues de Manhattan comme l'une des 15 rues transversales (est-ouest) d’une largeur de 30 m, tandis que les autres rues étaient désignées comme ayant une largeur de 18 m.
Elle était réputée dans les années 1930 pour concentrer de nombreux cinémas et salles de spectacles. Dans les années 1970, la programmation a viré aux films pornographiques. La plupart des salles de cinéma ont disparu depuis. Cependant, depuis le milieu des années 1990, elle abrite à nouveau des salles de théâtre et plusieurs salles de cinéma, ainsi que des boutiques, des restaurants, des hôtels et des attractions telles que le musée de cire Madame Tussaud.

## Bâtiments remarquables et lieux de mémoire

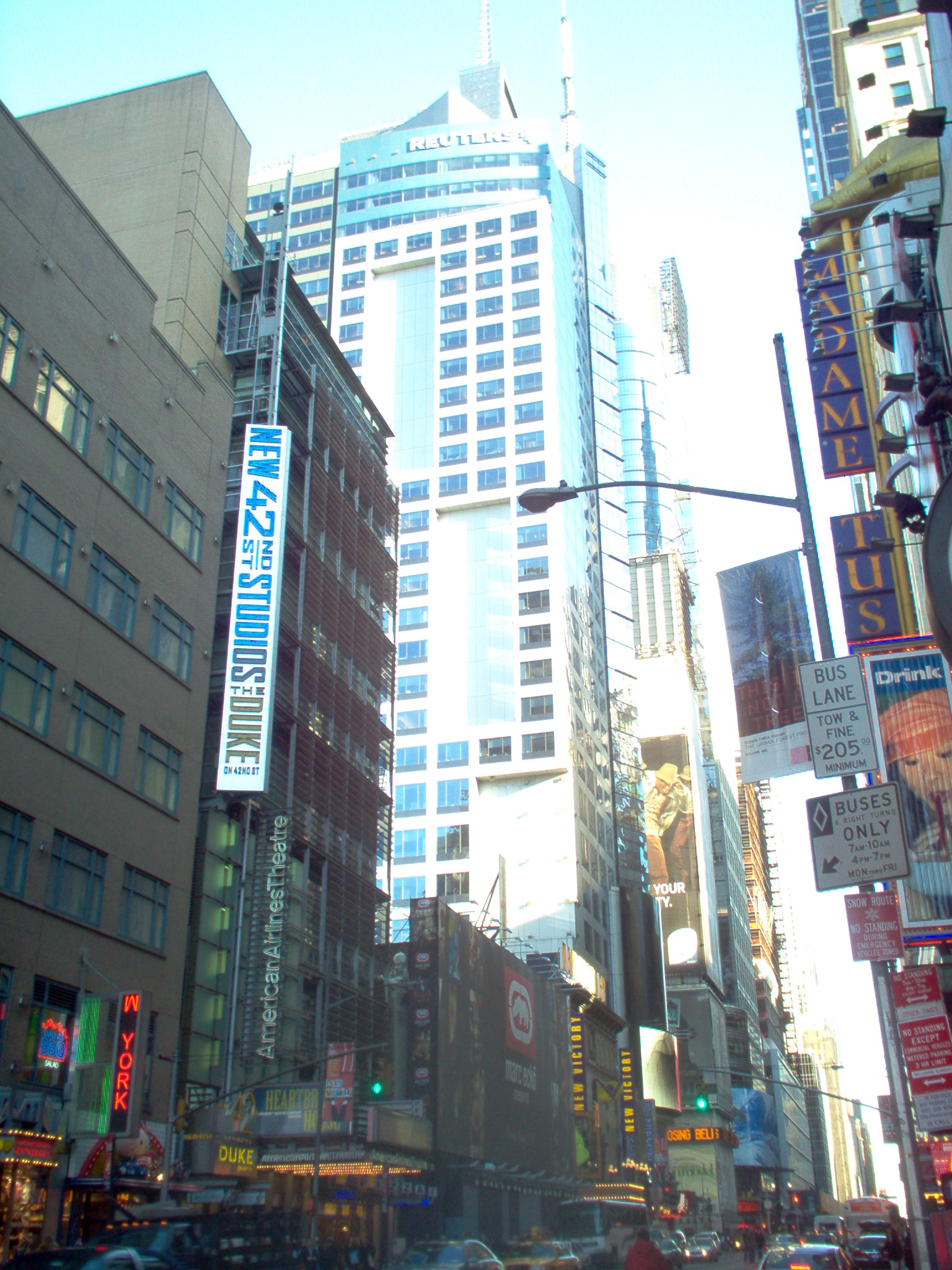
Le Reuters Building, situé au coin de la Septième Avenue.

- Le Reuters Building, situé au coin de la Septième Avenue
- Les Silver Towers à l'angle de la Onzième Avenue